# Nathalie Perrin-Gilbert
Nathalie Perrin-Gilbert, née le 28 octobre 1971 à Lyon, est une femme politique française. 
Maire du 1er arrondissement de Lyon de 2001 à 2020, elle est adjointe au maire de Lyon, Grégory Doucet, déléguée à la Culture, de juillet 2020 à mai 2024. 

## Origine, études, famille
Nathalie Perrin-Gilbert naît le 28 octobre 1971 dans le 7e arrondissement de Lyon. Elle grandit dans le quartier Gerland. Elle est diplômée en histoire (université Lumière Lyon II), ainsi qu’en sciences de l’information et de la communication (université Jean Moulin Lyon III). Elle est mère de trois enfants et vit à La Croix-Rousse[réf. souhaitée].

## Parcours politique

### Débuts au Parti socialiste
Nathalie Perrin-Gilbert entre au Parti socialiste en 1994. Elle est élue dans le 1er arrondissement en 1995, sur une liste de rassemblement de la gauche socialiste et écologiste. Conseillère du 1er arrondissement, elle est déléguée aux sports et à la jeunesse. Elle est aussi conseillère municipale de Lyon et conseillère communautaire du Grand Lyon au sein du groupe « socialiste et apparentés ».
Réélue en 2001, elle devient maire du 1er arrondissement de Lyon. Elle reste conseillère municipale et conseillère communautaire, dans un contexte de changement de majorité, le socialiste Gérard Collomb succédant au centriste Raymond Barre à la tête de la ville et du Grand Lyon.  
Lors de ce mandat, Nathalie Perrin-Gilbert s’investit notamment dans la défense des familles sans-papiers aux côtés du Réseau éducation sans frontières (RESF), révélant publiquement qu'elle a accueilli une mère et sa fille « en attente de régularisation » à son domicile, ainsi qu'une famille dans les locaux de la mairie. Elle procède à plusieurs parrainages républicains en 2006. Elle prend également position pour le respect du principe de précaution concernant les antennes de téléphonie mobile et demande que ces antennes ne soient pas installées sur des bâtiments comme les écoles ou les maisons de retraite et qu'un périmètre de sécurité soit respecté autour de ces équipements. Ces sujets marquent le début de ses désaccords avec le maire de Lyon et son exécutif.
Lors des élections législatives de 2007, elle est élue suppléante du député socialiste Pierre-Alain Muet, dans la 2e circonscription du Rhône (1er et 4e arrondissement, ainsi qu’une partie du 2e et du 9e arrondissement de Lyon).
En mars 2008, la liste socialiste et écologiste qu'emmène Nathalie Perrin-Gilbert pour les élections municipales dans le 1er arrondissement cumule 58,6 % des voix dès le premier tour. Elle est donc réélue une première fois. 
En décembre 2008, elle est nommée secrétaire nationale du Parti socialiste, chargée du Logement, auprès de Martine Aubry, alors Première Secrétaire du PS.
En décembre 2013, alors qu'elle participe à l'occupation d'un collège désaffecté pour réclamer sa réquisition afin de loger des familles sans domicile, elle est mise en garde à vue,.  

### Après le PS
Lors des élections municipales de mars 2014, elle se présente sur une liste rassemblant des citoyens, le Groupe de réflexion et d'actions métropolitaines (GRAM), association qu'elle a cofondée en 2012) et le Front de gauche. Elle est exclue du Parti socialiste pour cause de « dissidence ». La liste qu'elle conduit arrive en tête au premier tour et elle est réélue maire d'arrondissement le 30 mars 2014. Pendant l'été 2016, elle saisit le Défenseur des droits après que les fontaines d'un jardin municipal ont été coupées par les services de la ville après l'installation de familles nomades aux abords.    
Lors de l'élection présidentielle de 2017, elle apporte son soutien à la candidature de Charlotte Marchandise. Mais la candidate citoyenne n'obtient pas les 500 signatures pour poursuivre sa démarche. Nathalie Perrin-Gilbert vote finalement pour Jean-Luc Mélenchon (La France insoumise), le considérant le plus apte à répondre aux aspirations des Français,. Elle est ensuite candidate aux législatives de la même année dans la deuxième circonscription du Rhône avec le soutien d'Ensemble ! et du Parti communiste, auquel appartient sa suppléante, mais sans le soutien de LFI qui présente une autre candidate. Avec 47 % des suffrages exprimés, elle est battue au deuxième tour par Hubert Julien-Laferrière (LREM).  
Aux élections municipales de 2020, Nathalie Perrin-Gilbert mène la liste Lyon En Commun. Elle bénéficie du soutien du GRAM, de La France insoumise, d'Ensemble !, de la Gauche républicaine et socialiste et du Mouvement républicain et citoyen. Ses listes obtiennent 10,06 % des voix au premier tour, à l’échelle de la ville. En vue du second, elle fusionne avec les listes d'Europe Écologie Les Verts de Grégory Doucet et du Parti socialiste de Sandrine Runel. Les listes fusionnées obtiennent 52,4 % des voix au second tour, Grégory Doucet est élu maire de Lyon. Le 4 juillet 2020, Nathalie Perrin-Gilbert est élue adjointe au maire, déléguée à la Culture, par le conseil municipal de Lyon. Le 30 juillet 2020, elle fait voter par le conseil municipal un fonds d'urgence de 4 millions d'euros pour soutenir le secteur culturel fortement affecté par la crise de la covid, mais provoque une polémique en réattribuant une partie des subventions de l'Opéra à de plus petites structures. Elle est démise de son poste d'adjointe à la Culture en mai 2024, après une polémique sur la gestion du Conservatoire de Lyon, et avant cela des désaccords sur la cession du musée Guimet et un rapprochement avec David Kimelfeld,.

## Synthèses des résultats électoraux

### Élections municipales
Les résultats ci-dessous concernent uniquement les élections où elle est tête de liste.
| Année | Liste         | Liste                              | Commune  | 1er tour | 1er tour | 1er tour                               | 2d tour                                 | 2d tour                                 | 2d tour                                 | Sièges obtenus | Sièges obtenus |
| Année | Liste         | Liste                              | Commune  | Voix     | %        | Rang                                   | Voix                                    | %                                       | Rang                                    | CA             | CM             |
| ----- | ------------- | ---------------------------------- | -------- | -------- | -------- | -------------------------------------- | --------------------------------------- | --------------------------------------- | --------------------------------------- | -------------- | -------------- |
| 2008  |               | PS - PCF - Verts - PRG - MRC - DVG | Lyon 1er | 5 919    | 58,69    | 1er                                    |                                         |                                         |                                         | 13 / 14        | 4 / 4          |
| 2014  |               | FG                                 | Lyon 1er | 3 156    | 33,45    | 1er                                    | 4 181                                   | 44,52                                   | 1er                                     | 7 / 10         | 3 / 4          |
| 2020  |               | LFI - GRS - E! - MRC               | Lyon 1er | 2 144    | 27,06    | 2e                                     | Fusion avec la liste de Sylvain Godinot | Fusion avec la liste de Sylvain Godinot | Fusion avec la liste de Sylvain Godinot |                |                |
| 2020  | Ville de Lyon | LFI - GRS - E! - MRC               | 10 639   | 10,06    | 5e       | Fusion avec la liste de Grégory Doucet | Fusion avec la liste de Grégory Doucet  | Fusion avec la liste de Grégory Doucet  |                                         |                |                |

### Élections métropolitaines
Les résultats ci-dessous concernent uniquement les élections où il est tête de liste.
| Année | Liste             | Liste          | Circonscription | 1er tour | 1er tour | 1er tour                              | 2d tour                               | 2d tour                               | 2d tour                               |
| Année | Liste             | Liste          | Circonscription | Voix     | %        | Rang                                  | Voix                                  | %                                     | Rang                                  |
| ----- | ----------------- | -------------- | --------------- | -------- | -------- | ------------------------------------- | ------------------------------------- | ------------------------------------- | ------------------------------------- |
| 2020  |                   | LFI - GRS - E! | Lyon-Sud        | 1 864    | 12,14    | 4e                                    | Fusion avec la liste de Thomas Dossus | Fusion avec la liste de Thomas Dossus | Fusion avec la liste de Thomas Dossus |
| 2020  | Métropole de Lyon | LFI - GRS - E! | 11 174          | 3,95     | 7e       | Fusion avec la liste de Bruno Bernard | Fusion avec la liste de Bruno Bernard | Fusion avec la liste de Bruno Bernard |                                       |

## Fonctions et mandats politiques
- Adjointe au maire de Lyon Grégory Doucet, déléguée à la culture, du 4 juillet 2020 au 14 mai 2024.
- Maire du 1er arrondissement de Lyon (qui couvre les pentes de la Croix-Rousse et le nord de la Presqu’île) de 2001 à 2020. Réélue en 2008 et 2014.
- Conseillère municipale de Lyon depuis 1995.
- Conseillère de la communauté urbaine de Lyon de 1995 à 2015 puis de la métropole de Lyon depuis janvier 2015.
- Suppléante de Pierre-Alain Muet, député pour la XIIIe législature (2007-2012) de la 2e circonscription du Rhône, membre du groupe socialiste, radical, citoyen et divers gauche.